# Steven K. Feiner
Steven K. Feiner es un científico informático teórico estadounidense que trabaja como investigador y profesor de informática en la Universidad de Columbia en el área de gráficos digitalizados por computadora.

## Biografía
Feiner obtuvo una licenciatura de la Universidad Brown en 1973 y recibió su Ph.D. por esta misma universidad, Brown en 1985.
Feiner es conocido por su investigación sobre realidad aumentada (AR), y coautor de Gráficos por computadora: principios y práctica. Dirige el laboratorio que investiga sobre interfaz de usuario y gráficos por computadora de la Universidad de Columbia.

## Reconocimientos
Feiner fue elegido miembro de ACM en 2018 por sus "contribuciones a la interacción humano-computadora, realidad virtual y aumentada e interfaces de usuario 3D".